# Чемпионат Европы по самбо 1987
VII Чемпионат Европы по самбо прошёл в Софии (Болгария) 6-7 июня 1987 года. Участвовали спортсмены из 9 стран: Болгария, Великобритания, Ирландия, Испания, Италия, Нидерланды, СССР, Франция, Швейцария.

## Медалисты
| Весовая категория | Золото                    | Серебро                     | Бронза                          |
| ----------------- | ------------------------- | --------------------------- | ------------------------------- |
| до 48 кг          | Канат Байшулаков · СССР   | Димитар Димитров · Болгария |                                 |
| до 52 кг          | Гурген Тутхалян · СССР    | Живко Шалваров · Болгария   | Ф. Саэс · Испания               |
| до 57 кг          | Георгий Юсев · Болгария   | Талгат Байшулаков · СССР    | Иниго Элорса · Испания          |
| до 62 кг          | Игорь Алёхин · СССР       | Николай Гушмаков · Болгария | А. Карабета · Франция           |
| до 68 кг          | Владимир Япринцев · СССР  | Д. Жуан · Франция           | Иван Нетов · Болгария           |
| до 74 кг          | Сергей Воробьёв · СССР    | В. Беаг · Франция           | Б. Боянов · Болгария            |
| до 82 кг          | Джемал Мчедлишвили · СССР | Жулен Идаррета · Испания    | Дидье Дуру · Франция            |
| до 90 кг          | Георгий Петров · Болгария | Аркадий Бузин · СССР        | К. Слихани · Франция            |
| до 100 кг         | Николай Жихарев · СССР    | Х. Торо · Испания           | Митко Стоянов · Болгария        |
| свыше 100 кг      | Виктор Сердюков · СССР    | Арно Базин · Франция        | Мэтью Клэмпнер · Великобритания |